# Bajka o diable z trzema złotymi włosami
Bajka o diable z trzema złotymi włosami (niem. Der Teufel mit den drei goldenen Haaren) – baśń braci Grimm opublikowana w roku 1812 w ich zbiorze  Baśni (tom 1, nr 29).

## Treść[1]
W pewnej wiosce urodził się chłopiec w czepku. Miejscowi przepowiedzieli mu, że będzie dzieckiem szczęścia i w młodym wieku ożeni się z córką króla. Usłyszał o tym przejeżdżający przez wioskę król. Podstępem skłonił rodziców do oddania mu dziecka. Kiedy wyjechał z wioski, wsadził dziecko do skrzyni i rzucił do rzeki. Liczył na to, że pozbędzie się niechcianego zięcia.
Skrzynia nie poszła jednak na dno, lecz popłynęła z nurtem rzeki. Wyłowił ją pewien młynarz, który spodziewał się znaleźć w niej skarby. Kiedy ujrzał dziecko, zdecydował się je przygarnąć. Mijały lata. Pewnego dnia podczas burzy zatrzymał się w młynie król. Zobaczywszy czternastoletniego młodzieńca, zapytał młynarza, czy to jego syn. Młynarz odparł, że wyłowił go z wody, kiedy ten był niemowlęciem, i przygarnął. Król zrozumiał, że nie udało mu się wtedy zamordować chłopca, postanowił więc ponowić próbę. Rozkazał chłopcu, by udał się na zamek z listem do królowej. W liście był rozkaz króla, by chłopca niezwłocznie zabić.
Po drodze chłopak wpadł w ręce rozbójników. Herszt zbójców znalazł przy nim list do króla i go przeczytał. Tknięty współczuciem, sfałszował treść listu i puścił chłopaka wolno. W nowej wersji listu król rozkazywał, by po przybyciu chłopca niezwłocznie ożenić go z jego córką. Królowa po otrzymaniu listu niezwłocznie spełniła rozkaz zawarty w liście.
Jakiś czas później król powrócił na zamek. Był zdumiony i oburzony tym, co się stało. Zrozumiał, że spełniła się przepowiednia, której spełnieniu chciał przeszkodzić. Zażądał od chłopca, by udał się do piekła i przyniósł trzy złote włosy diabła. Dopiero wtedy zaakceptuje go jako zięcia. Chłopiec wyruszył w drogę.
Po drodze trafił na miasto, w którego rynku znajdowała się studnia tryskająca niegdyś winem, ale która wyschła. Obiecał mieszkańcom wyjaśnić tę kwestię, jak powróci. Później trafił do innego miasta, gdzie uschło drzewo rodzące złote jabłka. Chłopiec obiecał mieszkańcom dowiedzieć się, dlaczego drzewo już nie rodzi.
Jakiś czas później trafił na wielką wodę. Człowiek w promie poprosił, by dowiedział się w piekle, dlaczego musi wiecznie płynąć w promie i nie może go opuścić.
Wkrótce chłopiec doszedł do piekła. Tam zaprzyjaźnił się z matką diabła, która obiecała mu pomóc. Zamieniła go w mrówkę i ukryła w spódnicy. Kiedy diabeł wrócił i zasnął, matka wyrwała mu trzy włosy.
Diabeł za każdym wyrwanym włosem, z irytacją się budził, wtedy matka wypytała go o przyczynę klęsk, trawiących spotkane przez chłopca miasta. Diabeł wyjaśnił, że w pierwszym mieście studnia wyschła, bo ropucha usiadła pod kamieniem w studni, wystarczy ją zabić, a wino znów będzie z niej płynąć. Drzewo w drugim mieście nie rodzi złotych jabłek, gdyż mysz podgryza jego korzenie. Wystarczy zabić gryzonia i drzewo się odrodzi. Matka zapytała go też o przewoźnika. Diabeł odparł, że wystarczy, że przewoźnik da komuś swój kij, to będzie wolny, a wtedy ten ktoś inny utknie na promie.
Następnego dnia, kiedy diabeł wyszedł, matka odczarowała chłopca, wręczyła mu włosy i kazała uciekać. Chłopiec podziękował matce diabła i ruszył w drogę do zamku. Po drodze poinformował ludzi o przyczynach ich nieszczęść. Wdzięczni mieszkańcy miast ofiarowali mu za to wiele złota.
Wkrótce chłopiec wrócił do żony, która ucieszyła się na jego widok. Król zapytał, skąd ma tyle złota. Odparł, że nad rzeką koło piekła złoto leży na plaży i można je brać bez umiaru. Król postanowił sam tam się udać. Po drodze spotkał przewoźnika. Ten, zgodnie z radą chłopca, wręczył królowi kij. Od tej pory król musiał na zawsze przewozić ludzi promem.

## Ekranizacje
- Tři zlaté vlasy děda Vševěda (Trzy złote włosy diabła) – czeski film z 1963 roku
- Baśnie Braci Grimm: Simsala Grimm (O diable z trzema złotymi włosami - odcinek 5) – niemiecki serial animowany z 1999 roku
- Diabeł z trzema złotymi włosami – niemiecko-austriacki film z 2009 roku.
- Diabeł z trzema złotymi włosami – niemiecki film z 2013 roku.